# Adalbert Merx
Adalbert Merx, professor em Heidelberg
Adalbert Ernst Otto Merx (Bleicherode, 2 de novembro de 1838 — Heidelberg, 6 de agosto de 1909) foi um teólogo e orientalista protestante alemão.

## Biografia

### Família
Merx era filho do pedagogo e pregador vespertino Friedrich Wilhelm Merx (1809–1843) e da escritora Eulalia Merx, nascida Hoche (1811–1908), irmã da escritora e ativista dos direitos das mulheres Louise Aston, nascida Hoche. Seu avô foi o teólogo e historiador Johann Gottfried Hoche.
Adalbert Merx foi casado com Sophie, nascida Curtius (1841–1915), viúva do comerciante Ernst Matthias Döderlein em São Petersburgo, desde 1873. O casal teve sete filhos, incluindo seu filho Otto Merx (1862–1916), historiador e arquivista, e suas duas filhas Elisabeth Merx (1874–1945) e Gisela Merx (1875–1965). O casamento de Elisabeth Merx com o historiador da ciência e orientalista Julius Ruska gerou, entre outros filhos, o físico e inventor do microscópio eletrônico (Prêmio Nobel de Física de 1986) Ernst Ruska (1906–1988) e o médico e biofísico Helmut Ruska (1908–1973), pioneiro da microscopia eletrônica médica e biocientífica. Gisela Merx (1875–1965) foi casada com Max Wolf, professor de astronomia em Heidelberg e redescobridor do cometa Halley.

### Escola e Universidade
Adalbert Merx concluiu o ensino médio em Halberstadt e frequentou a Landesschule Pforta em Schulpforta, perto de Naumburg (Saale), a partir de 1851, com uma bolsa de estudos. Lá ele recebeu uma educação humanística e filosófica. Aprendeu também siríaco e árabe sob a orientação de seu professor Karl Steinhart, além de inglês, francês e italiano. Segundo sua própria declaração, seu desejo de estudar linguística surgiu nessa época.
Entretanto, como esses estudos por si só não ofereciam nenhuma perspectiva segura para o futuro, Merx estudou filologia e teologia na Universidade de Marburgo a partir do semestre de verão de 1857 com o estudioso do Antigo Testamento Franz Dietrich, entre outros. Aprendeu sânscrito com Johann Gildemeister. Ao mesmo tempo, ampliou seu conhecimento de línguas orientais, o que se mostrou valioso para seu estudo do Antigo Testamento.
Após três semestres, ele se mudou para Halle (Saale), o centro de estudos bíblicos e orientalista da época, onde passou quatro semestres. Seus professores lá foram, em especial, o estudioso das línguas e povos semitas Emil Rödiger (1801–1874), o estudioso do Antigo Testamento Hermann Hupfeld, um representante da escola de pensamento histórico-crítica, e o arabista Friedrich August Arnold (1812–1869).
Merx foi então para Breslau. Lá, obteve seu doutorado em 1862 na Faculdade de Filosofia com uma tese sobre as Epístolas inacianas a Policarpo, aos efésios e aos romanos. Com esse trabalho sensacional, ele provou que todos os escritos sob o nome de Inácio de Antioquia eram espúrios, enquanto o Syrus Curetonianus ou siríaco de Cureton do século V continha o texto inaciano genuíno. Merx estudou em Berlim de 1862 a 1864 e obteve sua licenciatura teológica em 1864 com uma tese (não publicada) sobre a tendência e a composição do Livro de Jó (De Jobeide). Em 1865, Merx se formou na Faculdade de Teologia da Universidade de Jena com o trabalho Cur in libro Danielis iuxta hebraeam aramaea adhibita sit dialectus explicatur.

### Carreira universitária
Merx iniciou sua carreira acadêmica no semestre de verão de 1865, em Jena, com uma palestra sobre o Livro de Joel. Em 1866, ele estava na lista de candidatos para a cadeira vaga de exegese do Antigo Testamento. Em 1869, Merx foi nomeado professor associado em Jena. O relatório de seu colega Ludwig Diestel enfatizou sua pesquisa “filosófica minuciosa” sobre o Antigo Testamento e a fundação do arquivo para o estudo científico do mesmo. Em Jena, Merx lecionou não apenas cursos do Antigo Testamento, mas também de árabe, persa moderno e etíope.
No mesmo ano, foi nomeado para a Faculdade de Filosofia da Universidade de Tübingen. Como sucessor do orientalista Julius Mohl, assumiu o cargo de professor titular de línguas semíticas na universidade. Em fevereiro de 1873, Merx sucedeu Eberhard Schrader como professor de Antigo Testamento na Faculdade de Teologia de Gießen. Em abril de 1875, aceitou a nomeação como sucessor do teólogo e estudioso do Antigo Testamento Ferdinand Hitzig na Universidade de Heidelberg, onde lecionou até sua morte.

### Morte

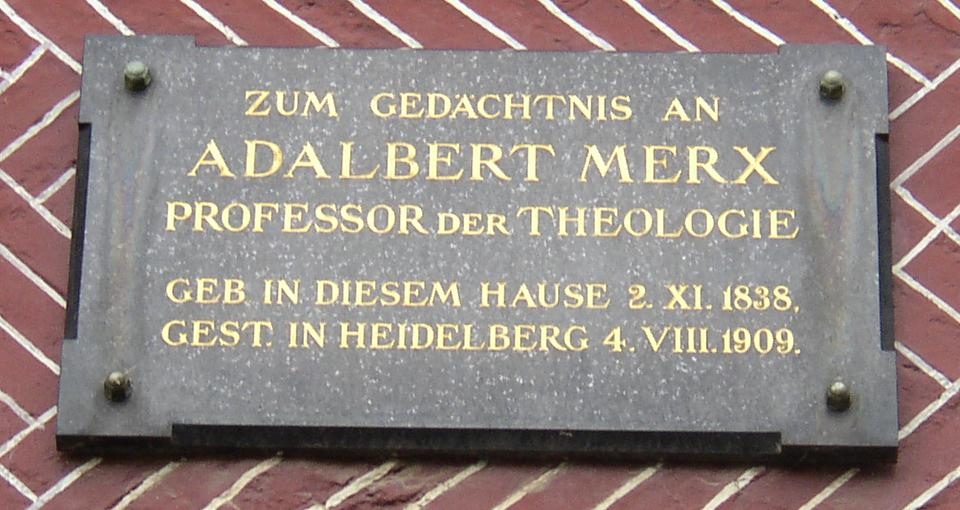
Placa memorial no museu de história local em Bleicherode

Adalbert Merx morreu em 6 de agosto de 1909, durante um discurso fúnebre para seu amigo e colega, o historiador da igreja Adolf Hausrath, no cemitério Bergfriedhof, em Heidelberg, onde encontrou seu lugar de descanso final nas imediações da sepultura do filósofo Gustav Radbruch, do sociólogo Max Weber e das escritoras Hilde Domin e Elisabeth Alexander. Seu túmulo em estilo Art nouveau é um edifício listado (E333-335).

## Homenagens
Adalbert Merx foi Geheimrat (1892), Geheimrat 2.ª Classe (1905), Doutor em Literatura (Universidade de Dublin) e membro da Academia de Ciências de Heidelberg (1909).
O genro de Merx, Max Wolf, batizou os asteroides 330 Adalberta e 808 Merxia em homenagem ao seu sogro.

## Espólio
O espólio de Adalbert Merx é mantido na Biblioteca da Universidade de Heidelberg (espólio de Adalbert Merx, marca de prateleira: Heid. Hs. 3762). Três caixas contêm: A. Diários; B. Trabalho, biografia e obituário; C. Correspondência; D. Histórico escolar da própria faculdade; E. Manuscritos de colegiado; F. Manuscritos de trabalho e poemas; G. Palestras; H. Publicações; J. Escritos de outros autores.

## Publicações
Como polímata, Adalbert Merx foi um acadêmico respeitado e de renome internacional. Sua obra mais conhecida é O Evangelho de João, baseada no manuscrito palimpsesto siríaco encontrado no Mosteiro do Sinai. A obra foi concluída após sua morte e publicada por seu genro Julius Ruska.
As habilidades linguísticas excepcionais de Merx — ele tinha um domínio extraordinário da língua semítica e de outras línguas orientais — e seu interesse nas questões fundamentais da hermenêutica caracterizaram seu trabalho como exegeta do Antigo Testamento. Usando o Sinai Siríaco (Sinaiticus Palimpsest) do final do século IV, descoberto em 1892 no Monastério de Santa Catarina (Sinai) por Agnes Smith Lewis e sua irmã gêmea Margaret Dunlop Gibson, ele demonstrou a importância de uma crítica textual sólida para a produção de um texto confiável. O desenvolvimento da crítica textual continuou sendo parte de seu trabalho acadêmico durante toda a sua vida.
O linguista decifrou inscrições fenícias, hebraicas e aramaicas, publicou uma gramática siríaca (1867–1870) e um novo livro de leitura de siríaco (1873) e editou textos samaritanos e árabes. Ele também escreveu uma tradução de provérbios turcos (1877, 1893). A obra A Profecia de Joel (1879) contém seus princípios exegéticos e hermenêuticos, com referência explícita a Adolf Hilgenfeld, professor do Novo Testamento em Jena, e aos estudiosos do Antigo Testamento Ludwig Diestel e Carl Gustav Adolf Siegfried (1830–1903), este último um renomado representante da pesquisa histórico-crítica do Antigo Testamento. Para comemorar o quadragésimo aniversário do reinado de Frederico I, Grão-Duque de Baden, Merx fez seu discurso em 28 de abril de 1892 na Universidade de Heidelberg sobre As ideias de Estado e de estadista com o desenvolvimento histórico da humanidade. Por ocasião do aniversário do grão-duque de Baden, Carlos Frederico, em 1893, Merx proferiu seu discurso acadêmico Ideias e Fundamentos de uma História geral do Misticismo. Em 1998, foi publicada a tradução de Merx de uma seção da autobiografia de Muallim Naci do turco para o alemão: Aus Muʿallim Nadschi's [Mu'allim Ná'g¯i] Sünbüle: A História de sua Infância (G. Reimer, Berlim, 1898). A obra principal e tardia de Merx, As quatro canônicas Evangélicas segundo os Textos mais antigos (1897–1911), é um tratado sobre o siríaco do Sinai (Sinai Palimpsest).
No decorrer de suas pesquisas, Merx viajou várias vezes para o Oriente Médio.  Seu último trabalho foi uma edição dos livros de Moisés e Josué.

## Publicações (seleção)
- Meletemata, critica de epistolarum Ignatianarum versione syriaca commentatio. Halle, 1861 (Tese inaugural, Breslau, 1862).
- Bardesanes von Edessa: nebst einer Untersuchung über das Verhältnis der clementinischen Recognitionen zu dem Buche der Gesetze der Länder. C.E.M. Pfeffer, Halle, 1863.
- Cur in libro Danielis iuxta hebraeam aramaea adhibita sit dialectus explicatur. Halle, 1865. (Tese de habilitação)[13]
- Grammatica Syrica. vols. 1-2, Orphanotropheum, Halle, 1867-1870.[14][15][16]
- Die Inschrift von Umm el Awamid I. In: Zeitschrift der Deutschen Morgenländischen Gesellschaft volume 21 (1867), p. 476.
- Das Gedicht von Hiob. Hebräischer Text, kritisch bearbeitet und übersetzt, nebst … Einleitung. Mauke’s Verlag, Jena 1871.
- Türkische Sprichwörter ins Deutsche übersetzt. Veneza, Armenische Druckerei. 1.ª edição, 1877.
- Eine Rede vom Auslegen ins besondere des Alten Testaments. Vortrag gehalten zu Heidelberg im wissenschaftlichen Predigerverein Badens und der Pfalz am 3. Juli 1878. Buchhandlung des Waisenhauses, Halle/S. 1879.[17]
- Die Prophetie des Joel und ihre Ausleger. Von den ältesten Zeiten bis zu den Reformatoren. Eine exegetisch-kritische und hermeneutisch-dogmengeschichtliche Studie. Buchhandlung des Waisenhauses, Halle/S. 1879.[18]
- Die Saadjanische [Sa'adjã Gã'¯on] Uebersetzung des Hohen Liedes ins Arabische ([Arab:] Tasbî.h attasãbîh). Winter, Heidelberg 1882.
- Chrestomathia Targumica quam collatis libris manu scriptis antiquissmimis tiberiensibusque impressis celeberrimis. E codicibus ad codices vocalibus babylonicis instructis. Reuther, Berlim 1888.
- Die Ideen von Staat und Staatsmann im Zusammenhange mit der geschichtlichen Entwicklung der Menschheit. Festrede zur Feier des vierzigjährigen Regierungsjubiläums Seiner Königlichen Hoheit des Grossherzogs Friedrich von Baden gehalten in der Aula der Universität Heidelberg am 28. April 1892. Hörning, Heidelberg 1892.[19]
- Türkische Sprichwörter ins Deutsche übersetzt. Armenische Druckerei, Veneza 1893.
- Idee und Grundlinien einer allgemeinen Geschichte der Mystik. Akademische Rede zum Geburtsfeste des höchstseligen Grossherzogs Karl Friedrich am 22. November 1892 beim Vortrage des Jahresberichtes und der Verkündung der akademischen Preise gehalten. Hörning, Heidelberg 1893.
- Die vier kanonischen Evangelien nach ihrem ältesten bekannten Texte. Übersetzung und Erläuterung der syrischen im Sinaikloster gefundenen Palimpsesthandschriften. 2 Teile in 4 volumes, G. Reimer, Berlim 1897–1911.